# Kruševac
Kruševac (/krûʃɛʋat͡s/ⓘ en serbio: Крушевац) es una ciudad de Serbia, al margen del río Morava occidental y a 153 km al sureste de Belgrado. Su nombre proviene de la palabra serbia "krušac" (en serbio: крушац 'piedra de río'), un tipo de piedra redonda típica de los ríos de la región y utilizada en la construcción de edificios de aquel entonces. La población actual es de 58 745 habitantes, según el censo de 2011. Es la capital administrativa del distrito de Rasina en la provincia de Serbia Central.

## Historia
Krusevac fue fundada en 1371 por Lazar Hrebeljanović, la cual erigió como capital del reino, ciudad fortificada en su posesión. Ordenó la construcción de la iglesia Lazarica (o de San Esteban Nemanja), entre 1375 y 1378 en estilo morava, a las afueras de la ciudad. En uno de los edictos de Lazar en 1387 se menciona cuando firmó los derechos de comerciantes de mercaderes venecianos en territorio serbio. Desde la ciudad Lazar lanzó su armada contra el Imperio otomano, perdiendo la vida y el imperio en Kosovo, conocida como la batalla de Kosovo en 1389. El sitio del palacio de Lazar está marcada por un recinto en ruinas que contiene un fragmento de la torre de su esposa, la princesa Milica Nemanjić; cuenta la leyenda que las noticias de la derrota fueron traídas por los cuervos del campo de batalla. Después de la contienda, la ciudad pasó a manos de la princesa Milica como parte de su dominio.
De los remanentes de la ciudad de Lazar solo quedó la fortaleza de Kruševac, que fue declarada Monumento Cultural de Importancia Excepcional en 1979. Varias casas viejas otomanas fueron dejadas a principios del siglo XX, además de una vieja fuente turca y un baño, conocido como Alacahisar (Aladža Hisar) durante la ocupación otomana (1427-1833) a excepción de las ocupaciones austríacas en los periodos 1688-1690 y 1717-1739. Su hijo, Stefan Lazarević, trasladó la capital del reino a Belgrado en 1408.
Un gran monumento dedicado a los serbios caídos en la batalla de Kosovo fue esculpido por el artista Petar Ubaković (1852-1910). Como parte del monumento hace parte una estatua del famoso poeta ciego serbio y guslar Filip Višnjić.
Hacia 1900 tenía una población de alrededor de 10 000 habitantes.
Krusevac es una ciudad industrial y mercantil donde se producen principalmente automóviles y tractores.